# Khoren Oganesyan
Khoren Georgievich Oganesyan ou Xoren Georgiyevich Hovhannisyan - respectivamente, em russo, Хорен Георгиевич Оганесян e, em armênio, Խորեն Հովհաննիսյան  (Erevan, 10 de janeiro de 1955) é um ex-futebolista e treinador de futebol armênio, medalhista olímpico em Moscou 1980.

## Carreira

### Ararat
Iniciou a carreira em 1975 no principal clube de sua cidade e da então RSS da Armênia, o Ararat Yerevan, que conquistara recentemente o único título de um clube armênio no Campeonato Soviético, mas a tempo de conquistar em seu primeiro ano o título de uma Copa da União Soviética e ser vice do mesmo no ano seguinte.

### Com a URSS na Copa de 1982
Em meio a ucranianos, georgianos e russos, foi à Copa do Mundo de 1982, tornando-se o único armênio nativo a disputar um mundial pela Seleção Soviética (pela qual já jogava desde 1979) - Mkrtych Simonyan e Edoward Margaryan jogaram, respectivamente nos de 1958 e 1966, mas nasceram fora de território armênio.
A URSS passou à segunda fase, caindo no grupo que continha Bélgica e Polônia, derrotando os belgas pelo placar mínimo com um gol seu. Entretanto, empataria sem gols com os poloneses, que passaram às semifinais por terem maior saldo de gols - resultado da vitória destes contra os belgas por 3 a 1, na primeira partida do grupo.

### Final da carreira
Em 1985, aos 30 anos, saiu do Ararat e jogaria por clubes menores armênios (Arabkir Yerevan e Homenetmen/Kilikia, onde também acumulou a função de treinador), além do Paxtakor Tashkent, da RSS do Uzbequistão, até encerrar a carreira pela primeira vez, em 1993 - antes disso, chegou a treinar o Tavriya Simferopol, clube ucraniano. Ele ainda voltaria ao Ararat para jogar mais 4 partidas antes da aposentadoria definitiva, em 1996.
Como técnico, dirigiu Homenetmen Beirut, Pyunik Yerevan e a Seleção da Armênia recém-independente, em 1996 e 1997. Seu último trabalho como treinador foi no Lokomotiv Tashkent, em 2012, e voltou à ativa em 2015, como auxiliar-técnico do Mika Yerevan, onde permaneceria até 2016.
Nos Prêmios do Jubileu da UEFA, foi escolhido o melhor jogador armênio dos 50 anos da entidade.

## Títulos

### Como jogador
Ararat Yerevan
- Copa da União Soviética: 1975

Kilikia Yerevan
- Campeonato Armênio: 1992
- Copa da Armênia: 1996 (como jogador-treinador)

Seleção Soviética
- Jogos Olímpicos: medalha de ouro (1980)

### Como treinador
Kilikia Yerevan
- Campeonato Armênio: 1995–96 (como jogador-treinador), 1996–97
- Copa da Armênia: 1996
- Supercopa da Armênia: 1996, 1998